# Колумбија (Њу Џерзи)
Колумбија (енгл. Columbia) насељено је место без административног статуса у америчкој савезној држави Њу Џерзи.

## Демографија
По попису из 2010. године број становника је 229.
| Група             | 2000.    | 2010.       |
| Белци             | 0 (0,0%) | 217 (94,8%) |
| Афроамериканци    | 0 (0,0%) | 7 (3,1%)    |
| Азијати           | 0 (0,0%) | 0 (0,0%)    |
| Хиспаноамериканци | 0 (0,0%) | 5 (2,2%)    |
| Укупно            | 0        | 229         |